# Leif Tronstad
Leif Hans Larsen Tronstad (27. března 1903 Bærum, Norsko – 11. března 1945 Syrebekkstølen, Rauland, Norsko) byl norský anorganický chemik a profesor, později zpravodajský důstojník SOE. Spolu s Jomarem Brunem vybudoval v roce 1934 u hydroelektrárny Vemork továrnu na výrobu těžké vody (jedinou v Evropě). Během války se zapojil do odboje a později v Londýně se podílel na plánování operace Telemark proti této továrně, a také na dalších akcích. Zahynul krátce před koncem války během operace Sunshine. 

## Život a kariéra

### Mládí a studia
Leif Tronstad se narodil 27. března 1902 v Bærumu (bohaté předměstí hlavního města Osla) jako syn Hanse Larsena a Josefine Amalie Tronstadové. Otec se narození syna nedočkal, zemřel tři měsíce předtím. Leif proto vyrůstal v lokalitě Sandvika (administrativní centrum municipality Bærum) se svou matkou a čtyřmi sourozenci.
V roce 1918 absolvoval střední školu s nejlepším prospěchem z matematiky. Poté nastoupil na třicetiměsíční odbornou praxi ve dvou místních elektrárenských společnostech, která byla podmínkou pro přijetí na „Kristiania Technical School“ (předchůdkyně strojní fakulty na Oslo University College). Při zápisu v roce 1920 si nakonec místo elektrotechniky vybral technickou chemii. Promoval v roce 1922 jako nejlepší student chemie. Jeden ze spolužáků vzpomínal, že „nemusel nic číst víc než jednou“, aby si to zapamatoval. 
Na jaře 1923 složil také zkoušku examen artium poté, co jeden rok navštěvoval školu Haagaas v Oslo. Examen artium byl název specifického akademického osvědčení udělovaného v Dánsku a Norsku, které opravňovalo studenta k přijetí k univerzitnímu studiu. Tím byl tedy připraven zapsat se na NTH: Norský technologický institut v Trondheimu (norsky Norges tekniske høgskole), ale se zápisem rok počkal. Možná vzhledem k výše popsané situaci rodiny potřeboval naspořit více peněz na studium. Mezitím nastoupil na povinnou vojenskou službu.

### Sportovní aktivity
Byl také vynikajícím atletem a svému rodnému klubu Grane SK (nyní Bærum SK) pomohl ke dvěma norským rekordům ve štafetě na 4 × 1500 metrů. Rekordy byly vytvořeny v letech 1921 a 1923 a vydržely až do roku 1926, kdy ho překonal jiný tým závodící za Oslo. Členem štafety, která vytvořila tyto dva rekordy byl i jeho bratr John, bronzový medailista v běhu na 1500 metrů na mistrovství Norska v roce 1917. Oba bratři v té době používali otcovo jméno Larsen, Leif později přijal jméno matky Tronstad.

### Studium na NTH vTrondheimu
V roce 1924 se Leif Tronstad přestěhoval do Trondheimu, kde studoval na NTH, Norském technologickém institutu, který dokončil v roce 1927 (rok poté, co zde svá studia absolvoval jeho budoucí spolupracovník Jomar Brun). Jeho diplomová práce byla považována za výjimečnou a jako taková byla oznámena norskému králi Haakonovi VII. Odborníci ji zhodnotili jako plnohodnotnou vědeckou práci a v roce 1928 proto vyšla v recenzovaném časopise. Leif Tronstad během studií vystřídal různá příležitostná zaměstnání.
Také absolvoval vojenskou službu, v roce 1927 dosáhl hodnosti podporučíka u norského armádního sboru zbraní. V letech 1927–1928 Tronstad krátce pracoval jako asistent v Norském technologickém institutu a také v soukromé firmě v Kristiansandu. V roce 1928 se vrátil na Norský technologický institut jako vědecký pracovník. V témže roce se Leif Tronstad v Trondheimu oženil, jeho ženou se stala Edla Obelová, která byla o devět let mladší než on. Manželé měli později dvě děti.

### Akademická kariéra

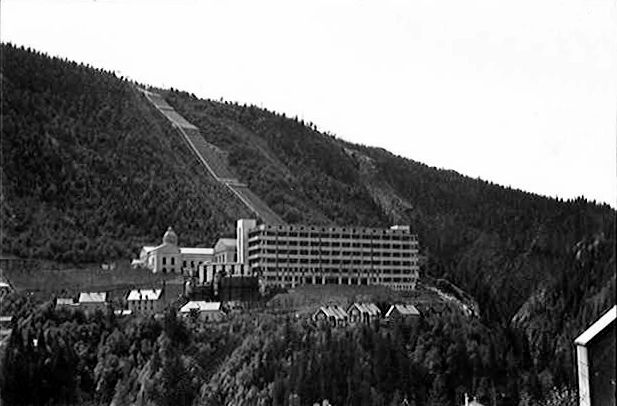
Vemork 1935: vpředu nová továrna na těžkou vodu, za ní hydroelektrárna a na svahu potrubí k turbínám.

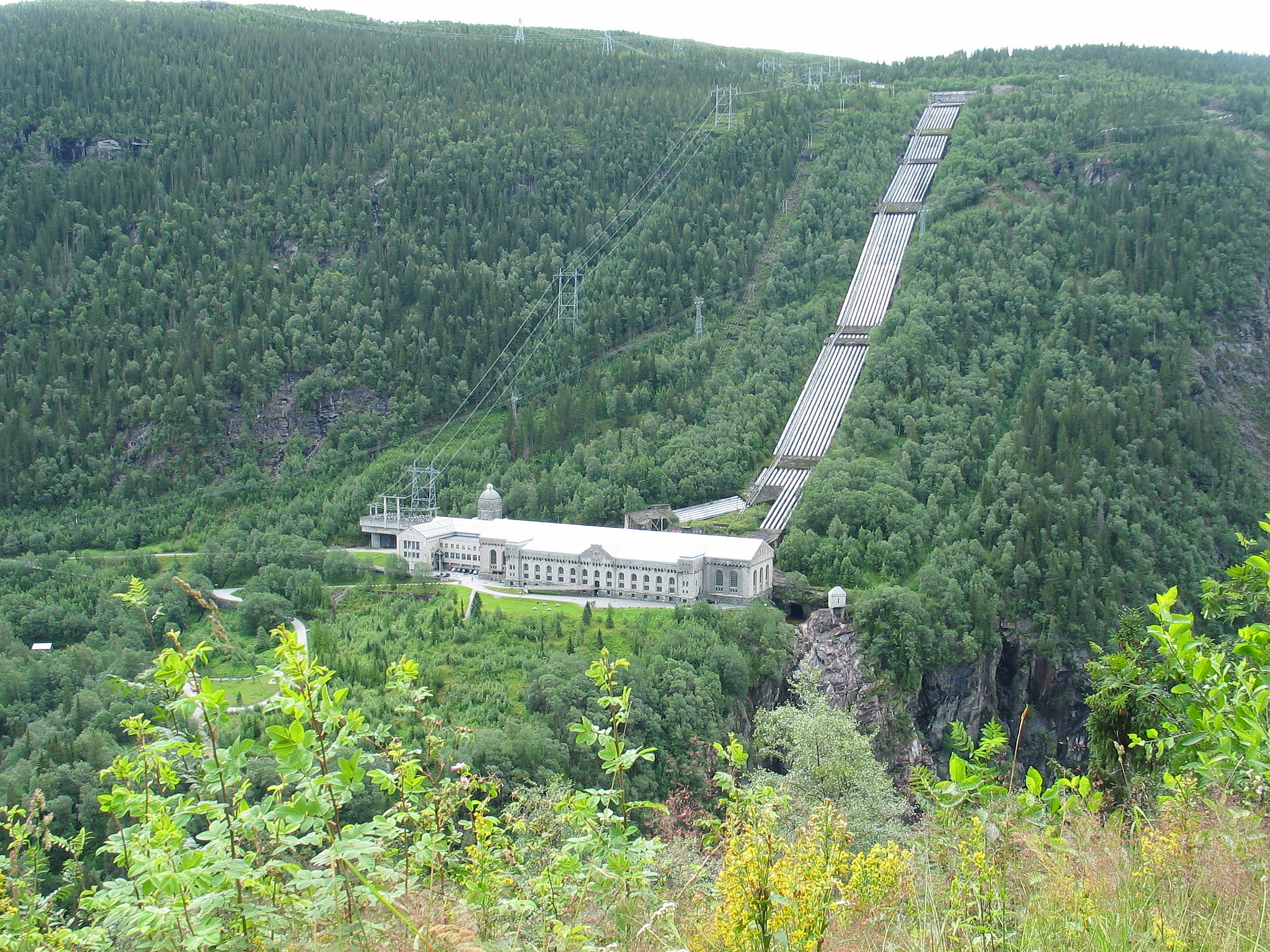
Vemork 2008: hydroelektrárna již bez továrny na těžkou vodu.

První rok výzkumného období strávil Tronstad jako asistent německého chemika Herberta Freundlicha v berlínském Dahlemu. Studoval kovové povrchy a dosáhl průlomu, když se mu podařilo změřit extrémně tenké povrchové vrstvy oxidů, čímž vyřešil problém z doby Michaela Faradaye. Z Berlína se přesunul do Stockholmu, kde studoval metalografii u švédského fyzika Carla Benedicse, kromě toho dále rozpracovával své výsledky z Berlína. 
Práce byla dokončena v roce 1931 a jeho disertační práce o rozsahu 250 stran byla publikována v němčině pod názvem Optische Untersuchungen zur Frage der Passivität des Eisens und Stahls. Získal za ni titul doktora věd. V létě 1931 byl přijat na Norský technologický institut jako přednášející, ačkoli první rok strávil na univerzitě v Cambridge, kde prováděl další výzkum se stipendiem z pamětního fondu norského politika Christiana Michelsena. Výzkum v Cambridgi byl pokračováním jeho diplomové práce, tentokrát však svou metodu testoval na rtuti.
Poté, co v roce 1934 zemřel profesor anorganické chemie na Norském technologickém institutu, byl Leif Tronstad 17. dubna 1936 jmenován jeho nástupcem s účinností od 1. května, v té době byl jedním z nejmladších profesorů v Norsku. Byl členem Norské královské společnosti věd a literatury a počátkem roku 1940 se stal rovněž viceprezidentem Norské chemické společnosti. Během své krátké vědecké kariéry napsal Leif Tronstad asi osmdesát vědeckých publikací, z toho čtrnáct prací bylo na téma těžké vody.

### Továrna na těžkou vodu
Ještě než byl v roce 1936 jmenován profesorem na NTH, začal v první polovině 30. let pracovat také jako konzultant pro společnost Norsk Hydro. Jeho spolupráce s Jomarem Brunem nakonec vedla v roce 1934 k postavení první továrny na těžkou vodu. Nejprve se ale musíme vrátit do roku 1932, kdy Američaná publikovali zásadní práci na toto téma.
V roce 1932 americký fyzikální chemik Harold Urey společně s Georgem M. Murphym a Ferdinandem Brickweddem publikovali v prestižním časopise Physical Review své poznatky o těžké vodě a nově objeveném izotopu vodíku, který byl později nazván deuterium (k lepšímu pochopení izotopů přispěl také britský fyzik James Chadwick, který rovněž v roce 1932 objevil neutron). Harold Urey za výzkumy těžké vody a deuteria v roce 1934 získal Nobelovu cena za chemii.
Těžká voda se se přirozeně vyskytuje v normální vodě, ale ve velice malé koncentraci. Zvýšení koncentrace se dosahuje její 
separací z normální vody. Toho lze dosáhnout více způsoby (ale všechny jsou energeticky velmi náročné), jedním z nich je elektrolýza vody, kterou je nutné mnohonásobně opakovat. V roce 1933 vytvořili Jomar Brun (v té době již ředitel vodní elektrárny Vemork u města Rjukan, patřící společnosti Norsk Hydro) a Leif Tronstad (v té době akademik a současně konzultant pro Norsk Hydro) plán na výrobu těžké vody v průmyslovém měřítku.
Protože společnost Norsk Hydro vyráběla amoniak (čpavek) pro dusíkatá hnojiva, Leif Tronstad a Jomar Brun si uvědomili, že je k dispozici velké množství již elektrolyzované vody a hydroelektrárna Vermork (do roku 1913 byla nejvýkonnější na světě) měla dostatek elektřiny pro mnohonásobné opakování elektrolýzy. Továrnu bylo třeba umístit co nejblíže k vodní elektrárně, protože elektrolýza vyžaduje stejnosměrný proud, jehož přenos na delší vzdálenost má velké ztráty. Jejich plán byl ihned realizován a již v roce 1934 byla v těsném sousedství elektrárny otevřena první továrna na těžkou vodu, o kterou projevili zájem francouzští i němečtí vědci.

## Během války

### Zapojení do odbojové činnosti
Když nacistické Německo v roce 1940 během Operace Weserübung obsadilo Dánsko a Norsko, zapojil se Leif Tronstad do odbojové činnosti, která se z velké části soustředila kolem Norského technologického institutu v Trondheimu. Byl spojen se skupinou Skylark B, která od ledna 1941 udržovala pravidelný kontakt s Londýnem. Skupina mimo jiné posílala zprávy o situaci v továrně na těžkou vodu ve Vemorku. Jedním ze zdrojů těchto informací byl Tronstadův dávný spolupracovník Jomar Brun, který také pomáhal lidem uprchnout ze země po moři přes pobřeží Møre og Romsdal v západním Norsku.
Po odhalení odbojové skupiny v září 1941 musel Leif Tronstad sám uprchnout ze země. Jiný člen odboje ho naštěstí stihl varovat den předtím, než ho přišlo zatknout gestapo. Po několika dnech skrývání se dostal do neutrálního Švédska a odtud v říjnu 1941 do Spojeného království.  Měl tam již širokou síť kontaktů, které pocházely především z jeho dřívější akademické kariéry, ale také z radiového kontaktu.

### Činnost vLondýně
Byla mu nabídnuta možnost pracovat přímo pro Brity, ale místo toho se rozhodl zaměřit své úsilí na Norsko a zlepšení norské odbojové činnosti. Dokonce se chtěl přihlásit do aktivní služby, ale norské vojenské velení mu v tom zabránilo, protože ho považovalo za „příliš cenného“ pro přímé zapojení do bojových aktivit. Místo toho měly být využity jak jeho organizační schopnosti z akademické kariéry, tak odborné technické a vědecké znalosti.
Leif Tronstad se stal součástí štábu ministerstva obrany a později norského vrchního velení. Byl také povýšen z kapitána na majora. Zdaleka se nezabýval jen dále podrobněji zmíněnou operací Telemark. Tronstadova sekce měla na starosti speciální operace proti průmyslu a lodní dopravě v Norsku, výcvik norské samostatné roty 1 (Kompani Linge), technické poradenství v oblasti sabotáží a ke konci války také ochranu norského průmyslu.
Založil také Technický výbor norského vrchního velení, jehož členy byli i další norští vědci v exilu, například astrofyzik Svein Rosseland, elektroinženýr a elektrotechnik Helmer Dahl nebo jaderný fyzik Gunnar Randers. Technický výbor je považován za předchůdce Norského obranného výzkumného ústavu (norsky FFI: Forsvarets forskningsinstitutt), který byl založen po válce v roce 1946.

### Operace Telemark: 1942
Již v první polovině roku 1941 Jomar Brun a Leif Tronstad věděli o výrazném nárůstu produkce ve Vemorku, ale zpočátku neznali přesnou příčinu enormního zájmu Němců o těžkou vodu a souvislosti s německým jaderným programem a případnou konstrukcí atomové bomby. V podstatě to ani vědět nemohli: teprve v roce 1939 Němci objevili jaderné štěpení uranu, nový prvek plutonium byl objeven až v roce 1940 a v roce 1941 byl stále k dispozici jen v miligramových množstvích. Relativně ucelenou představu o souvislostech a možných důsledcích všech nových objevů měla jen velmi malá skupina nejpřednějších vědců.    
Ale nakonec jim to bylo jasné, zejména po návštěvě amerického fyzikálního chemika Harolda Ureyho ve Velké Británii v listopadu 1941. Jomar Brun později udržoval kontakt s Londýnem prostřednictvím odbojáře Einara Skinnarlanda, tajného agenta SOE, který pocházel z Rjukanu. V říjnu 1942 byl Jomar Brun také převezen do Spojeného království (rok po útěku Leifa Tronstada z Norska), údajně na žádost Winstona Churchilla.
Místo toho byl do oblasti v říjnu 1942 nejprve vysazen malý tým agentů SOE pod krycím názvem operace Grouse (nebo osoby tohoto výsadku jsou označovány jako skupina Grouse), kteří měli shromáždit další zpravodajské informace. Britové navrhovali továrnu bombardovat, ale Leif Tronstad byl proti. Argumentoval jak nevyhnutelnými ztrátami civilistů nejen v továrně, ale také v městě Rjukan, ale též tím, že samotné zařízení na těžkou vodu se nachází v suterénu továrny se silnými železobetonovými stropy. 
Na skupinu Grouse proto měla v listopadu 1942 navázat mnohem větší skupina Freshman (přes 30 osob, převážně britští ženisté). K pokusu o sabotáž v továrně ale vůbec nedošlo a celá operace skončila katastrofou. Mnoho osob zahynulo buď již při havárii letadla nebo nouzovém přistání kluzáků. Zbytek skupiny Němci zajali, mučili a nakonec popravili (přestože měli britské uniformy a status zajatce). Jen několika členům původní skupiny Grouse se podařilo uprchnout do hor, kde na největší náhorní plošině Hardangervidda obtížně přežili velmi tvrdou zimu.

### Operace Telemark: 1943–44
Leif Tronstad se chtěl osobně zapojit do další akce s krycím názvem Gunnerside, ale opět mu v tom zabránili jeho nadřízení. Po tragických zkušenostech s letadlem a kluzáky byly zvoleny padáky a vybrána jen malá skupina výhradně Norů, kteří všichni výborně lyžovali a uměli přežít v horách. Pochopitelně ještě prošli tvrdým výcvikem, Tronstad a Brun jim poskytli detailní znalosti o zařízení na těžkou vodu. Skupinu vedl Joachim Rønneberg, jeho zástupce Knut Haukelid o akci v roce 1947 napsal knihu, pozdější rozšířené vydání bylo přeloženo do angličtiny a dalších jazyků.
I po spojení se zbytky skupiny Grouse (nyní Swallow) měl tým jen 11 mužů. Akce byla úspěšně provedena v noci z 27. na 28. února 1943. Byly zničeny zásoby těžké vody na místě a výbuchem poškozeno výrobní zařízení. Továrnu se však nepodařilo trvale nebo alespoň dlouhodobě vyřadit z provozu, jak plánovači možná doufali. Po třech měsících se Německu podařilo výrobu obnovit, byť ne v původním rozsahu.
Proti názoru Tronstada se proto Američané rozhodli bombardovat Vemork i expediční sklad v Herøyi. Bombardování si vyžádala životy 76 lidí, z nichž mnozí byli civilisté. Zařízení na výrobu těžké vody v suterénu nebylo přímo zasaženo, nicméně provoz byl opět přerušen kvůli poškozenému generátoru elektřiny. Němci pak koncem roku 1943 došli k závěru, že bude lepší převést veškeré zásoby těžké vody a použitelné zařízení do Německa.
Trasa z Rjukanu vedla střídavě po železnici a lodí. Odbojáři, které vedl Knut Haukelid, po průzkumu zjistili, že úkol lze nejlépe splnit umístěním výbušniny na norský trajekt SF Hydro (DF Hydro), který převážel železniční vagóny s těžkou vodou a zařízení přes hluboké jezero Tinnsjå (anglicky Tinn, resp. Lake Tinn). Trajekt byl potopen 20. února 1944. Zahynuli 4 Němci ale také 14 Norů (trajekt sloužil i běžné přepravě osob), 29 osob se podařilo zachránit, hlavně s pomocí místních rybářů. Tronstad dal k posledně jmenované operaci souhlas, údajně s „těžkým srdcem“, vědom si nevyhnutelnosti dalších civilních obětí.

### Bombardování Peenemünde
Skrytá odposlouchávací stanoviště v Rjukanu a Notoddenu také odhalila německé depeše na vysoké úrovni o zbraních dlouhého doletu. Často v nich byl zmiňován místní název Peenemünde. Když se tyto informace dostaly k Leifu Tronstadovi, vyhodnotil je jako důležité a předal je Britům. V kombinaci s dalšími zdroji informací výsledkem bylo, že královské letectvo v srpnu 1943 bombardovalo armádní výzkumné středisko v Peenemünde. Další nálety podniklo americké armádní letectvo v červenci a srpnu 1944. 
Již první britské bombardování způsobilo značné škody na základně a výrazně zpomalilo tamní zbrojní program, který se soustředil na vývoj střely V-1 a rakety V-2. V důsledku tohoto bombardování pak Němci na počátku roku 1944 výrobu přesunuli do podzemní továrny Mittelwerk. Kolegové vědci Rideal a Evans později napsali, že Tronstad  přímo přispěl k vítězství Spojenců, kromě toho zachránil oblast jižní Anglie před ještě delší a těžší zkouškou, než jakou ve skutečnosti prošla.

### Operace Sunshine
V roce 1944, kdy se válečná situace obracela proti Německu, začala německá vojska ustupovat ze severního Norska. Mnohdy však při tom používala taktiku spálené země. V důsledku toho začal Leif Tronstad plánovat, jak zorganizovat obranu a ochranu průmyslových lokalit v jižním Norsku. První plán se týkal Horního Telemarku a měl krycí název Operace Sunshine. Jeho základním principem bylo vybudovat obranné síly z existujících ohnisek odboje v oblasti. Cítil, že nastal čas zasadit rozhodující úder slábnoucí německé válečné síle, a vyzval k „plnému úsilí ... od všech, kteří by se nazývali muži“.
Leif Tronstad, jemuž bylo dříve zabráněno osobně se účastnit operací, na jejichž plánování se podílel, si tentokrát vlastní účast ve skupině prosadil. 4. října 1944 se opět na náhorní plošinu Hardangervidda uskutečnil padákový výsadek, ve kterém bylo vedle Tronstada osm dalších norských členů Kompani Linge. Patřili k nim Gunnar Syverstad, Jens-Anton Poulsson (účastnil se již operace Telemark jako velitel skupiny Grouse) a Claus Helberg. Bydleli v malém přístřešku, který postavil Einar Skinnarland.
Po několika měsících však nastala situace, která mohla operaci ohrozit. Členové skupiny se proto rozhodli zajmout a vyslechnout nacisty dosazeného správce municipality Rauland, kterým byl Torgeir Lognvik. Dne 11. března 1945 se členovi odboje Jonu Landsverkovi podařilo pod záminkou vylákat Lognvika směrem k horám, kde byl dalšími odbojáři zajat. Vystopoval je však jeho bratr Johans a ve vzniklé přestřelce byli zabiti Gunnar Syverstad a Leif Tronstad.

### Deníky Leifa Tronstada
Šifrované deníky Leifa Tronstada z let 1941 až 1945 jsou zachovány a 13 originálních knih je uloženo v Norském národním archivu v Oslu (norsky Arkivverket). Plné texty deníků byly přepsány do otevřeného textu, zpřístupněny historikům a jsou považovány za důležitý zdroj informací o druhé světové válce a zvláště o norském odboji z pohledu „vnější fronty“.

## Ocenění a odkaz

### Norská a zahraniční vyznamenání
Leif Tronstad měl vojenský pohřeb s nejvyššími poctami 30. května 1945 a byl pohřben na hřbitově Vestre gravlund ve čtvrti Frogner hlavního města Osla. Bylo mu uděleno nejvyšší norské vyznamenání za vojenskou statečnost, Válečný kříž s mečem (norsky bokmål: Krigskorset med sverd), a také Norská válečná medaile (Krigsmedaljen) a Medaile obrany 1940–1945 (Deltagermedaljen 9. april 1940 – 8. mai 1945). 
Kromě norských vyznamenání obdržel Leif Tronstad in memoriam také významná ocenění dalších států. Ve Spojeném království Řád britského impéria (Order of the British Empire) a Řád za vynikající službu (Distinguished Service Order), ve Francii nejvyšší státní vyznamenání Řád čestné legie (Ordre national de la Légion d'honneur) a Válečný kříž, a také americkou Medaili svobody s bronzovou palmou.

### Na počest a připomínku
V Syrebekkstølenu v kraji Telemark byl vztyčen pamětní kámen připomínající zdejší smrt Leifa Tronstada a Gunnara Syverstada. V Sandviku, správním středisku Bærumu (tedy v oblasti kde se Leif  Tronstad narodil a strávil dětství) 
stojí jeho socha. Byla objednána místním Rotary klubem a slavnostně odhalena v roce 1973, autorem abstraktní sochy je Fritz Røed (nejznámějším dílem tohoto sochaře jsou Sverd i fjell, česky Meče ve skále, na okraji Stavangeru).
Místo v Sandviku, kde se socha nachází, bylo pojmenováno Leif Tronstads plass (náměstí Leifa Tronstada). Dále bylo po něm pojmenováno několik ulic, např. Leif Tronstads veg v Trondheimu, kde studoval a později se stal profesorem na zdejším Norském technologickém institutu (od roku 1996 je institut součástí nově vzniklé Norské univerzity vědy a technologie).

### Filmová ztvárnění
Již krátce po válce (1948) byl natočen v koprodukci Norska a Francie (kde se stal druhým nejnavštěvovanějším v tomto roce) film Boj o těžkou vodu (norsky Kampen om tungtvannet), který má polodokumentární charakter. Nejen většina odbojářů, kteří přežili, ale také další osoby v něm hraji sami sebe. Jen minimální počet reálných postav museli vytvořili norští herci, mezi nimi také postavu Leifa Tronstada, kterou hrál Øyvind Øyen.
Ve výpravném britském filmovém dramatu Hrdinové z Telemarku z roku 1965 se přímo postava Leifa Tronstada vůbec nevyskytuje, i když některé jeho rysy se promítly do fiktivních hlavních postav. Naopak v zatím posledním uměleckém ztvárnění těchto událostí, norském seriálu Boj o těžkou vodu z roku 2015 je postava Leifa Tronstada zdůrazněna jako jedna z hlavních v celém seriálu a hraje ho Espen Klouman Høiner. Jeho osudy v seriálu se také drží historických skutečností, až na to, že tvůrci seriálu k němu přidali fiktivní postavu kapitánky Julie Smithové.
Šestidílný norský seriál (Česká televize ho však vysílala vždy dva díly najednou: premiéra 2017, repríza 2018) byl zčásti natáčen v Praze (Národní muzeum: udílení Nobelovy ceny Werneru Heisenbergovi nebo např. budovy právnické a přírodovědecké fakulty, tovární areál ve Vysočanech) a dalších místech (Konopiště, letiště Benešov). Jak český, tak původní norský název Kampen om tungtvannet je stejný jako výše uvedeného polodokumentárního filmu z roku 1948.